# Matteo Renzi
Matteo Renzi, född 11 januari 1975 i Florens, är en italiensk politiker som var Italiens premiärminister 2014–16.

## Biografi
Renzi har studerat juridik vid Universitetet i Florens. 2004–2009 var han president i provinsen Florens, och 2009–2014 var han borgmästare i Florens. Från den 15 december 2013 till den 19 februari 2017 var han partisekreterare för Demokratiska partiet. Renzi tillträdde som Italiens premiärminister den 22 februari 2014; han var då 39 år gammal och den yngste italienska premiärministern någonsin.
Som premiärminister ansåg Renzi att en ändring av grundlagen var nödvändig för att kunna genomföra reformer för att strukturera om Italiens skuldtyngda ekonomi, och den 4 december 2016 hölls en folkomröstning om Renzis förslag om en ny grundlag. Efter att ja-sidan, med sina 40,89 % av rösterna, förlorat mot nej-sidan, som fick 59,11 % av rösterna, meddelade Renzi att han tänkte avgå, vilket han gjorde den 12 december. Han efterträddes av Paolo Gentiloni.
År 2019 lämnade Renzi Demokratiska partiet och grundade i oktober ett nytt parti, Italia Viva (Levande Italien). Han förklarade att detta skulle stödja regeringen Conte.